# Enterocloster lavalensis
Enterocloster lavalensis es una bacteria grampositiva del género Enterocloster. Fue descrita en el año 2020. Su etimología hace referencia a la Universidad de Laval, Canadá. Anteriormente conocida como Clostridium lavalense. Es anaerobia estricta y formadora de esporas subterminales. Tiene un tamaño de 0,8-1,5 μm de ancho por 2,5-6 μm de largo. Temperatura óptima de crecimiento de 35-37 °C. Forma colonias de color blanco y grisáceo y no hemolíticas. Resistente a la vancomicina debido a la presencia del gen vanB. Se ha aislado de heces humanas. En un caso se ha aislado de sangre.